# Liou Chung (atletka)
Liou Chung, čínsky pchin-jinem Liú Hóng, znaky 刘虹 (* 12. května 1987) je čínská atletka, trojnásobná mistryně světa a olympijská vítězka v chůzi na 20 km.

## Sportovní kariéra
Celkem čtyřikrát startovala na mistrovství světa v chodeckém závodě. V roce 2009 skončila v závodě na 20 kilometrů chůze druhá, o dva roky později došla do cíle na této trati opět na druhém místě, po diskvalifikaci ruské soupeřky Olgy Kaniskinové následně získala zlatou medaili. V Londýně na olympiádě v roce 2012 došla do cíle závodu na 20 kilometrů chůze čtvrtá, po diskvalifikaci zmíněné ruské soupeřky postoupila na třetí místo.
V roce 2015 vybojovala titul mistryně světa na 20 kilometrů chůze na světovém šampionátu v Pekingu. Na tento úspěch navázala vítězstvím na této trati na olympiádě v Rio de Janeiro v roce 2016. Na dvacetikilometrové trati zvítězila rovněž na světovém šampionátu v Dauhá v roce 2019.

## Osobní rekordy
- Chůze na 10 km – 42:30 (2010)
- Chůze na 20 km (silnice) – 1.24:38 (2015)